# Parlamentswahl im Libanon 1927
Die ersten Allgemeinen Wahlen in der Geschichte des Libanon wurden im Jahre 1927 abgehalten. Damals war der Libanon allerdings nicht unabhängig, sondern unter französischer Herrschaft als Teil des Völkerbundmandats für Syrien und Libanon.
Gewählt wurde die Assemblée Nationale, das libanesische Parlament. Es hatte 46 Mitglieder. 30 von ihnen standen im Jahr 1927 zur Wahl und die anderen 16 wurden dem Gremium nach der Abschaffung des Senats hinzugefügt.

## Wahlkreise
Die Wahlkreise bildeten folgende Provinzen:
1. Provinz Beirut (französisch Province Beyrouth): Insgesamt wurden hier fünf Parlamentsmitglieder gewählt.
2. Bekaa-Provinz (französisch Province Békaa)
3. Libanonberg (französisch Mont Liban)
4. Nordlibanon (französisch Liban du Nord)
5. Südlibanon (französisch Liban du Sud)